# Sickte
Sickte är en kommun och ort i Landkreis Wolfenbüttel i förbundslandet Niedersachsen i Tyskland. 
Kommunen bildades 1 mars 1974 genom en sammanslagning av de tidigare kommunerna Apelnstedt, Hötzum, Niedersickte, Obersickte och Volzum.
Kommunen ingår i kommunalförbundet Samtgemeinde Sickte tillsammans med ytterligare fyra kommuner.